# ماسكارينهاس
ماسكارينهاس (بالبرتغالية: Mascarenhas‏) (28 أبريل 1937 في أنغولا - 25 أغسطس 2015 بلشبونة في البرتغال) هو لاعب كرة قدم برتغالي في مركز الهجوم. لعب مع سبورتينغ لشبونة ونادي باسوش دي فيريرا ونادي بنفيكا ونادي بايرنسيه وG.D. Riopele ‏ ونادي فابريل.

## وصلات خارجية
- ماسكارينهاس على موقع قاعدة بيانات كرة القدم.إي يو (الإنجليزية)
- ماسكارينهاس على موقع عالم كرة القدم.نت (الإنجليزية)